# 傅锡和
傅锡和（1954年—），湖南麻阳人，苗族，中华人民共和国政治人物、第十一届全国人民代表大会湖南地区代表。
担任湖南麻阳苗族自治县李家村党支部书记，是中共党员。2008年起担任全国人大代表。